# Lombardismo
Un lombardismo è una parola o costruzione della lingua lombarda recepita da un'altra lingua. Probabilmente a causa dello stretto contatto tra le due, la lingua con più lombardismi è l'italiano.

## Per lingua

### Italiano
Durante il Medioevo vari termini, tipici soprattutto delle situazioni del Nord Italia, sono entrati dal volgare lombardo al volgare toscano, tra questi "bufera", "slavina", "songino", "brugo", "rugiada", "cascina", "fesa" e "ciabatta". Anche il termine "ciao", pur considerato un venetismo, è giunto in italiano con l'intermediazione del dialetto milanese.
I lombardismi assumono particolare rilevanza nella storia della lingua italiana poiché nella prima edizione di Fermo e Lucia di Alessandro Manzoni ve n'erano in gran numero, portando l'autore al simbolico "lavaggio dei panni nell'Arno" che pose la struttura della moderna lingua italiana.
L'italiano regionale lombardo è ricco di lombardismi, sia nella grammatica - ad esempio la forma continuata resa con "essere dietro a" (lombardo: "vesser dree a", italiano standard: "stare"+gerundio) e l'uso dei verbi frasali - che nel lessico.

### Francese
Dal lombardo medievale il francese ha acquisito alcuni termini tra cui "artichaut", in lombardo "articioch".